# برندی‌واین استیتس (دلاویر)
برندی‌واین استیتس (به انگلیسی: Brandywine Estates) یک منطقهٔ مسکونی در ایالات متحده آمریکا است که در دلاور واقع شده‌است. برندی‌واین استیتس ۳۲٫۹۲ متر بالاتر از سطح دریا واقع شده‌است.